# (2045) Peking
(2045) Peking es un asteroide perteneciente al cinturón de asteroides, descubierto el 8 de octubre de 1964 por el equipo del Observatorio de la Montaña Púrpura (Nankín, República Popular China).

## Designación y nombre
Designado provisionalmente como 1968 DL. Fue nombrado en homenaje a la capital de la República Popular China Pekín.